# Moltifao
Moltifao (korziško Multifau) je naselje in občina v francoskem departmaju Haute-Corse regije - otoka Korzika. Leta 2011 je naselje imelo 761 prebivalcev.

## Geografija
Kraj leži v severno-osrednjem delu otoka Korzike ob meji z naravnim regijskim parkom Korziko, 57 km jugozahodno od središča Bastie.

## Uprava
Občina Moltifao skupaj s sosednjimi občinami Asco, Bisinchi, Castello-di-Rostino, Castifao, Castineta, Gavignano, Morosaglia, Saliceto in Valle-di-Rostino sestavlja kanton Castifao-Morosaglia s sedežem v Morosaglii. Kanton je sestavni del okrožja Corte.

## Zanimivosti
- župnijska cerkev Marijinega Oznanenja iz 15. do 18. stoletja
- mostova na reki Asco iz časa Genovske republike.